# Isaac Sorious
Isaac Sorious (ook onder meer J. Sorioue en I. Soriou, geboorte- en overlijdensplaats en -jaar onbekend, actief in de jaren 1672 - 1676) was een Noord-Nederlands graveur, etser en kunstschilder, die werkte in Utrecht (1672 - 1673), Amsterdam (1672 - 1676) en mogelijk in Rome (1673 - 1676). Hij is bekend van zijn reeks van dertien etsen, die de verwoestingen door Franse troepen in de provincie Utrecht tijdens het Rampjaar 1672 uitbeeldden, maar hij maakte ook satirische allegorische prenten, bijvoorbeeld op stadhouder Willem III van Oranje.

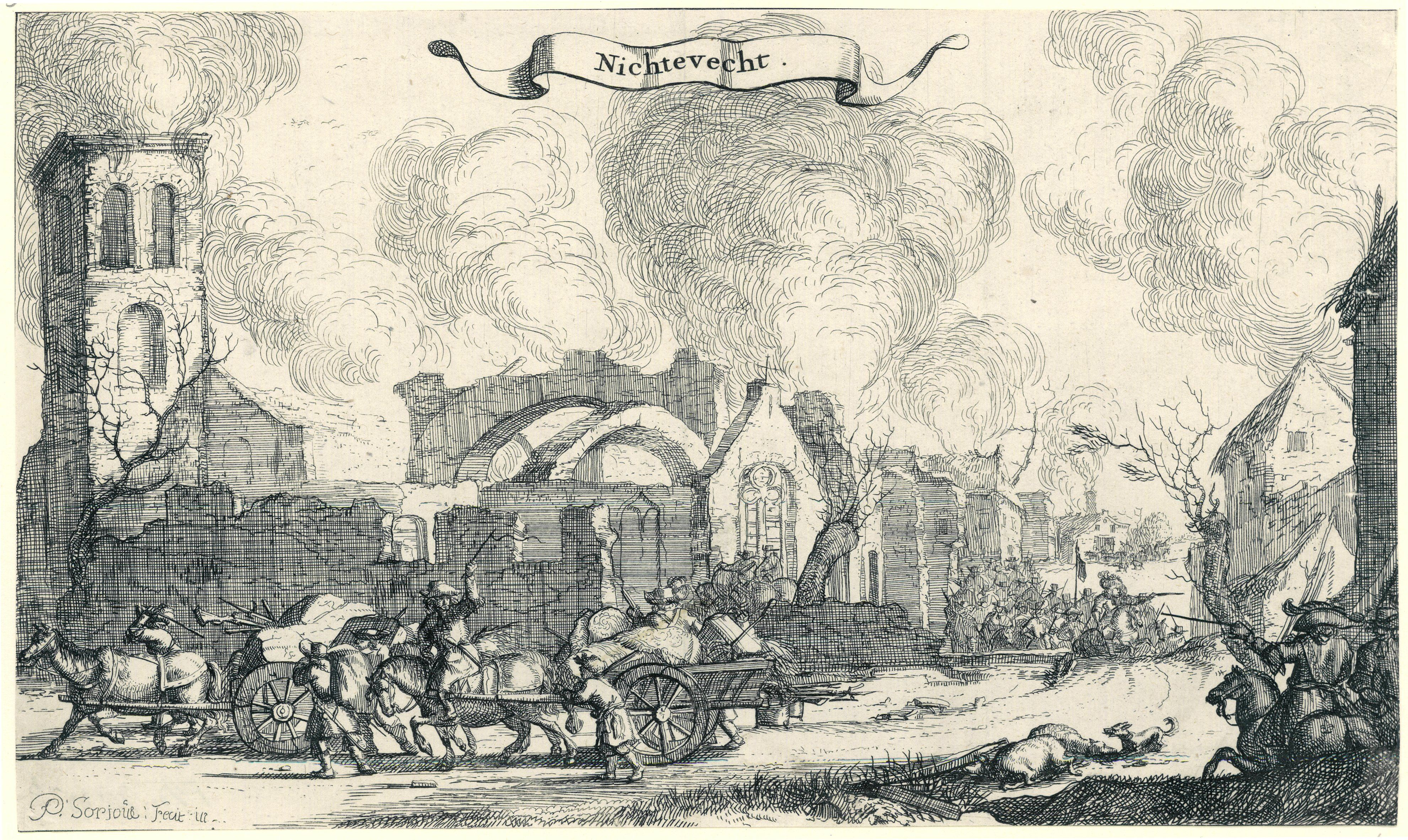
Nichtevecht.. Franse troepen trekken plunderend en schietend door de ruïnes van het dorp Nigtevecht, 1672
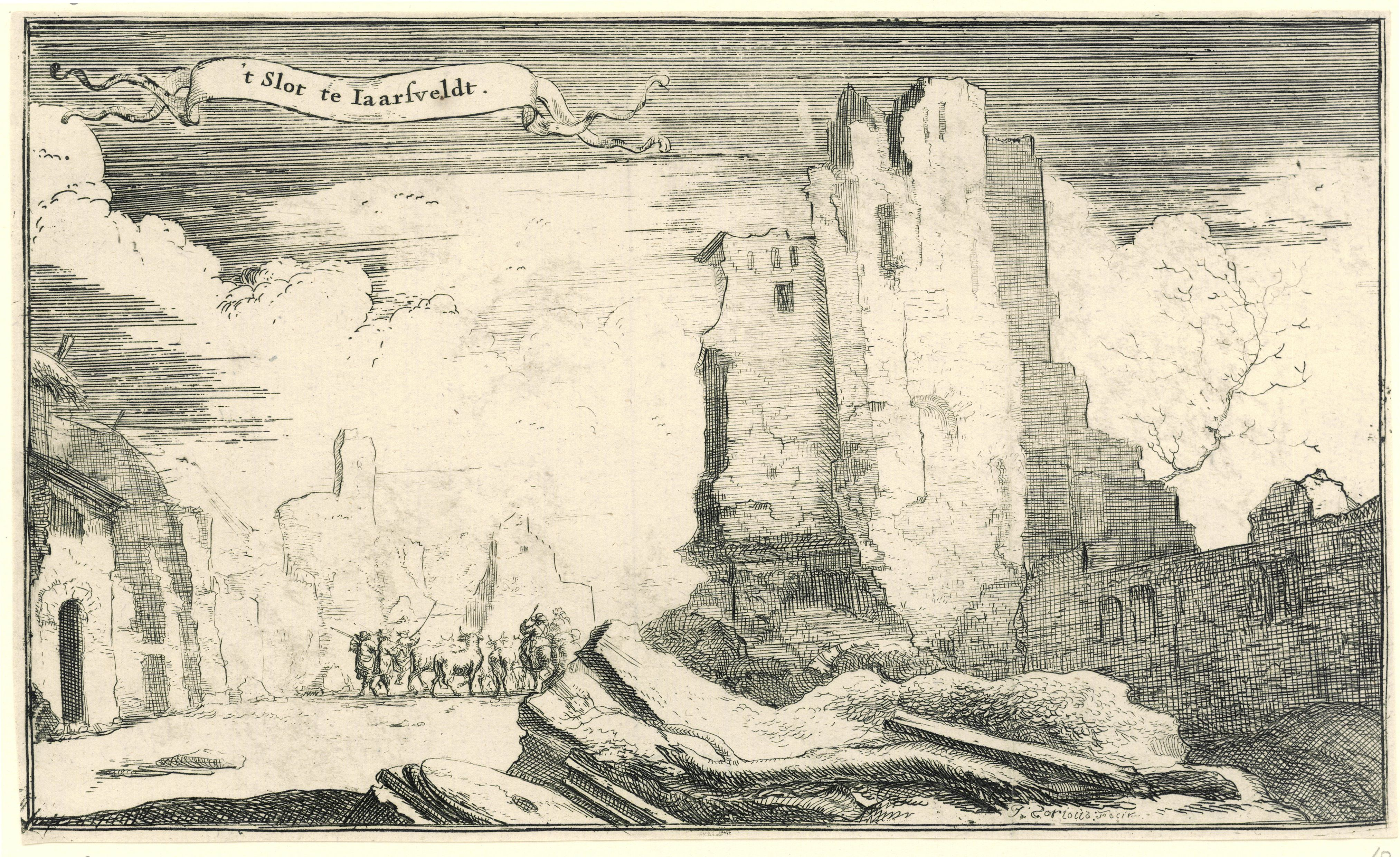
't Slot te Iaarsveldt, Kasteel Veldenstein, verwoest door de Fransen in 1672.
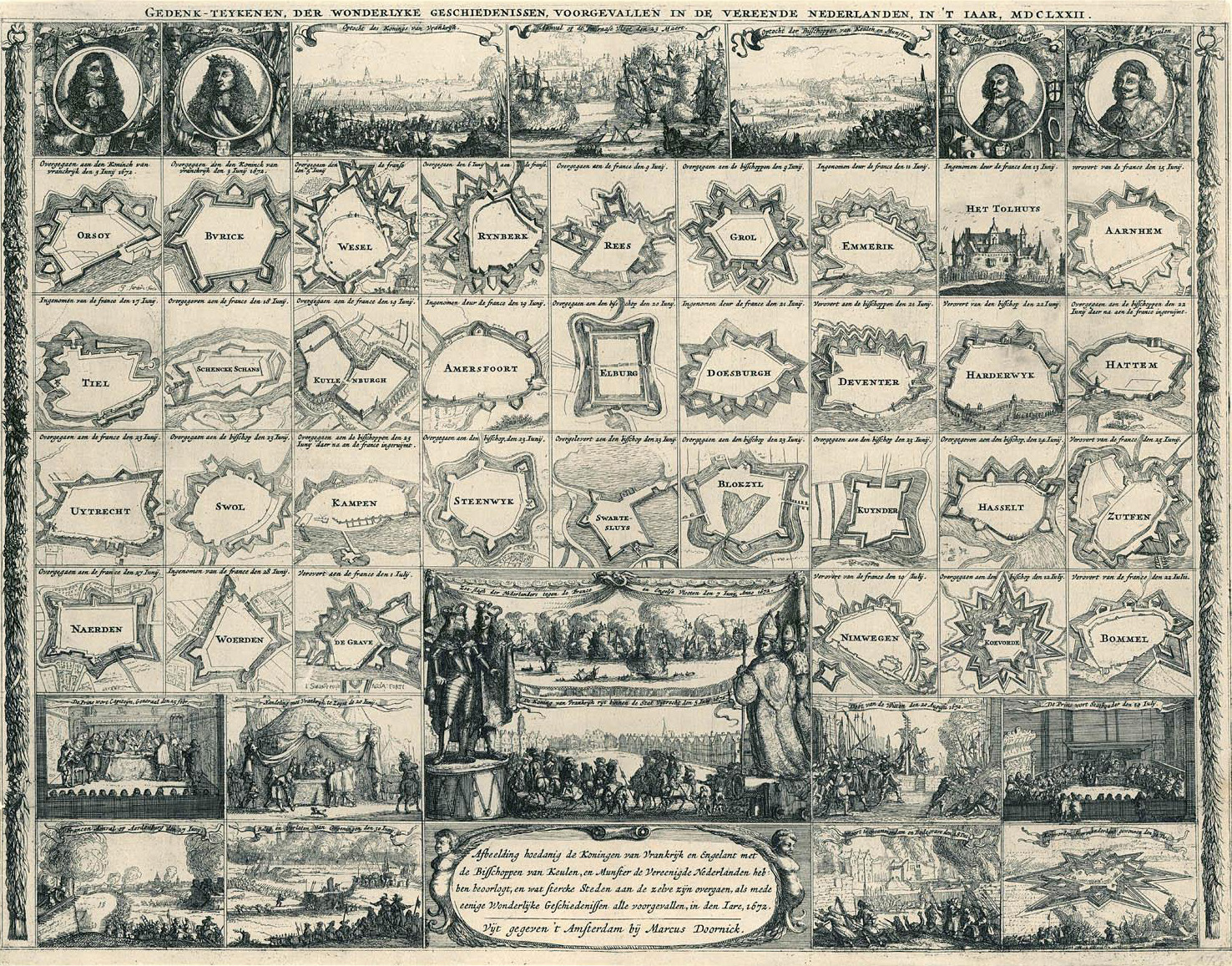
Gedenk-teykenen der wonderlyke geschiedenissen, voorgevallen in de Vereende Nederlanden in 't iaar MDCLXXII (1672)
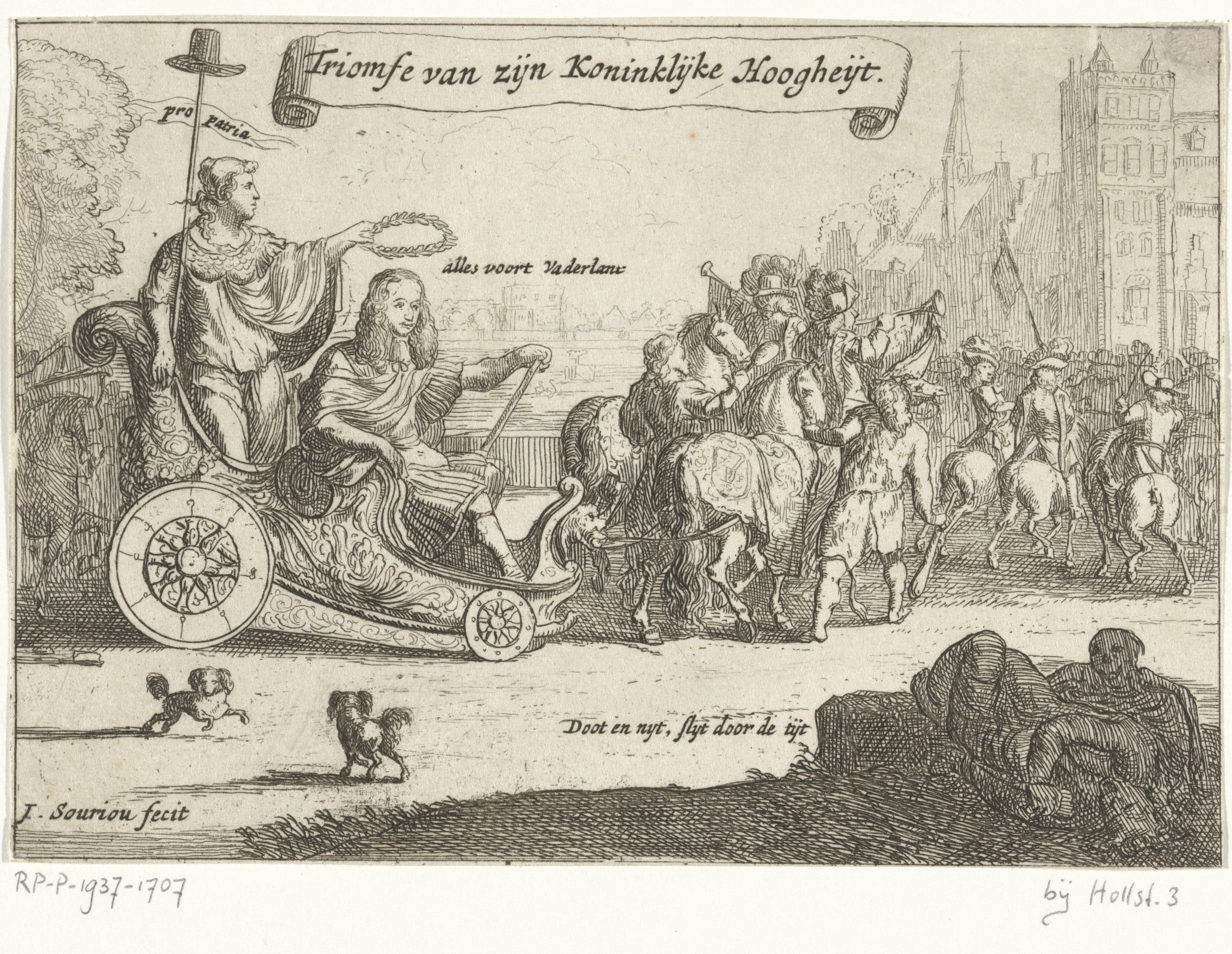
Triomfe van zijne Koninklijke Hoogheijt, 1672 - 1676. Willem III zit na zijn overwinningen in het Rampjaar 1672 in een triomfwagen onder een lauwerkrans. Doot en Nijt liggen rechts. Ruiters en herauten bij Binnenhof en Hofvijver, Den Haag.